# 中村公平
中村 公平（なかむら こうへい、1977年6月17日 - ）は、日本の男性俳優・演出家・演出助手である。元劇団レトロノート所属・代表。本名同じ。神奈川県出身。身長178cm。血液型はO型。

## 人物・概要
和光大学在学中より演劇研究会に所属し、俳優・演出家として活動を開始。
2000年同大学卒業後、劇団レトロノート旗揚げ（現在は解散）講師として演劇振興・俳優育成にも注力している。2012年、ソニー・ミュージックアーティスツの演劇集団・劇団ハーベストのレッスン講師、演出を担当（2019年活動休止まで全作品を手掛ける）。

## 主な参加作品

### 舞台スタッフ
- serial number 10「アンネの日」作・演出：詩森ろば（演出助手／2024年、ザ・スズナリ）
- PARCO劇場開場50年記念シリーズ「ひげよ、さらば」作・演出：蓬莱竜太（演出助手／2023年、PARCO劇場　他、大阪）
- アンカル「昼下がりの思春期たちは漂う狼のようだ」作・演出：蓬莱竜太（演出助手／2023年、東京芸術劇場シアターイースト）
- serial number 08+0.5 「Bug」演出：詩森ろば（演出助手／2023年、新宿サンモールスタジオ）
- serial number 07 「Secret War-ひみつせん-」作・演出：詩森ろば（演出助手／2022年、東京芸術劇場シアターウエスト）

- COCOON PRODUCTION2022「広島ジャンゴ2022」作・演出：蓬莱竜太（演出助手／2021年、bunkamuraシアターコクーン＆森ノ宮ピロティホール）[2][3]
- アンカル「昼下がりの思春期たちは漂う狼のようだ」作・演出：蓬莱竜太（演出助手／2021年、東京芸術劇場シアターイースト）[4]
- GORIZO STAGE Vol.2「エドアス！〜大江戸キック・アス〜」（演出／2019年、浅草九劇）[5]
- 電動夏子安置システム「尾を咥えたり愚者の口」（演出／2019年、下北沢・駅前劇場）[6]
- 錦織激団presents『ばけものがでた』（演出／2018年、下北沢・小劇場B1）[7]
- 劇団スーパー・エキセントリック・シアターSET LABO「絢爛とか爛漫とか~モダンガール版~」（演出／2017年、劇場HOPE）[8]
- 舞台「マルガリータ」（演出助手／2014年、EX THEATER ROPPONGI）
- 劇団レトロモラパッド及び劇団レトロノート全作品、演出（2001年〜2019年）
- 劇団ハーベスト全作品、演出（2012年〜2019年）[9][10][11]

### 舞台出演
- 気晴らしBOYZ「草葉の陰でネタを書く。」（出演／2014年ウッディシアター中目黒）
- 覇天候「登校日へ行こう」（2012年テアトルBONBON）
- 円盤ライダー「SHERWOOD!!」（2011年HOTEL SHERWOOD）
- 「桃色書店へようこそ」（2010年シアターグリーン・ビッグツリーシアター）
- ZIPANGU STAGE 「ドラマのつくりかた」（2007年萬劇場）
- 桃唄309プロデュース公演「超特急アガルタ」（2001年中野ザ・ポケット）

### 映像作品
- 宮ヶ瀬ミニドラマ『サンキュービーバー〜宮ヶ瀬探偵事務所(仮)〜』（監督・編集）[12][13]
- カンムリプロデュース　映画「おさっしします。45」（監督・編集）

### ラジオ
- 「小西克幸・小川麻琴のぶんぶんシアター」（文化放送、2010年パパ役）

### ゲーム
- DSソフト・タイトー「影之伝説」（服部半蔵役）

### CM
- 東海地区・アイワ自動車販売

### その他
- 日本劇作家協会『日本劇作家大会'05熊本大会』 運営事務
- 「AIWAチンギスハンワールド」（パチンコ・声の出演）
- 「B-RC」（WEBアニメ・声の出演／直役）

## 主な講師・ワークショップ歴
- 都立つばさ総合高等学校「演劇」「朗読研究」 特別非常勤講師
- 杉並区立富士見丘中学校「総合学習-演劇-」 特別非常勤講師
- 厚木市立森の里中学校「夏休みふれあいデイ-演劇を楽しもう-」 講師
- 野田子ども劇場 劇づくりワークショップ アシスタント講師
- 埼玉県立芸術総合高等学校 舞台科「演劇入門」「劇表現」 特別非常勤講師
- 平成18年度文化庁東日本地区国語問題研究協議会 アシスタント講師
- 株式会社bamboo 演技レッスン講師
- 学校法人文化学院 非常勤講師
- LINEオーディションミッション審査・演技講師
- さいたまスーパーアリーナ身体表現ワークショップ・演技講師
- ソニー・ミュージックアーティスツ劇団ハーベスト演技講師
- スーパー・エキセントリック・シアター　こどもSET演技講師